# 藤本匠
藤本 匠（ふじもと たくみ、1962年2月9日 - ）は、ばんえい競馬の騎手。北海道生まれ。2012年にばんえい競馬の史上最多となる3,300勝を達成した。2017年には4,000勝を達成している。

## 厩務員時代
子供のころは札幌で過ごし、馬を飼っていた旭川の叔父のところへ、冬休みなどの機会に馬の世話を手伝っていた。中学校を卒業後、馬主でもあった叔父の推薦により本沢政一厩舎へ厩務員として入る。
厩舎へ入った当初は特段の馬好きという志向もなく「叔父が勧めるから仕方なく」厩舎の仕事をこなしていったが、3年を経てオープン級の実力馬に触れる機会が増えてゆくと勝負に対しての実感が湧くようになり、自分が普段扱っている馬に対しても感情移入してゆくようになる。そうして厩務員として働いているさなか、周囲は藤本に対して騎手への転身を勧めるようになる。しかし当の藤本は「おれも金山さんみたいな騎手になりたいなと思ったけれど、騎手試験の筆記をパスする自信がなかったんだ」と筆記試験に対しての不安があった。そこで、当時先輩厩務員であった門脇税（元騎手・元調教師）が筆記試験対策を教える形で藤本を支援した。その甲斐あって2回目で騎手合格となり、6年間の厩務員生活ののち、騎手としての道を歩み始めることとなった。

## 騎手時代

### 新人騎手時代
騎手デビューして4年目には年間100勝ペースに達したが、その頃になると夜の街で飲み歩くなどして朝の調教へ出ない事が多くなる。その影響は年間勝利数が70勝ペースまで落ち込む形で現れ、騎乗依頼も減って馬主の関心が藤本から離れてゆく。藤本はこの頃の事を「慢心が招いた結果だが、自分がふがいなかった」と振り返る。こうした事があり、藤本は競馬への姿勢を改めるようになった。特に早朝の「攻め馬」への参加は欠かさないようになった。

### 繊細な性格
「ベッドの下にほこりがたまっていると、落ち着かなくて自分で掃除機をかけてしまう」と語る藤本は、休日でもそのまま休むよりは掃除をこまめに行うなど自分で環境を整えるタイプである。その性格の一端は競馬にも表れており、調教の段階から極力自らの手で馬に触れる事を信条としている。他の騎手から「自分でなんでもやろうとしたらだめだ」と言われた事もあるが、藤本は馬の管理を他人任せにして事故などにつながった場合に悔いが残ると考えており、自らの手を忙しく動かして競走生活を送っている。

### 「騎乗機会」の価値観
「20代のころは、がむしゃらに勝ちをつかんでいった。」と語る藤本は「でも30代になったとき、長く騎手を続けていくためには目先の1勝だけでなく、たとえ負けても馬主と信頼関係をつくっていくことが大切だと気がついたんだ。」と勝利へのこだわりもさることながら、そもそも「騎乗機会」を大切にする事が騎手として何よりも肝要であると気付く。
3,300勝達成の際には、通算騎乗回数がばんえい競馬で最多となる25,300回以上に達した事にも触れ「記録達成もうれしいですが、勝数よりも、自分を信頼してくれ、ばんえい競馬で一番多い25,300回以上騎乗させてくれたことを誇りに思います。」と藤本は締めくくった。

## 「ミスターばんえい」との接点
藤本の行く先には常に「ミスターばんえい」こと金山明彦が映っていた。厩務員として勤め始めた先の本沢厩舎では、当時すでに第一線級の騎手であった金山から馬の扱い方や騎乗方法などばんえい競馬に関する様々な手ほどきを受ける事になる。藤本はこの頃の事を「厩務（きゅうむ）員時代の一番の思い出は、スター騎手だった金山さんから馬のさわり方や騎乗方法など、いろいろ教えてもらったことかな」と振り返る。
そもそも「騎手になる気はなかった」藤本が騎手を目指し出したのは、金山に勧められたのも要因の一つである。騎手となってからは更に金山からの影響は強くなり、金山が騎乗していない馬へどんどん騎乗させてもらう形で新人にして500回もの騎乗機会をもらう形で経験を積んでいった。本人は金山への印象を「聞けば何でも教えてくれた。でもまねはできなかった」と語る。
金山から見れば「やんちゃな若者」であった藤本であったが、勝利を重ねてゆく内に金山からも認められる程の騎手となる。3,300勝記録達成が見えてくる頃になると「匠なら、きっとおれの記録を塗り替えられる」と期待を寄せられ、3,300勝記録を達成した際には金山が「若い時から弟子みたいな存在だったので、『おめでとう』と言いたい。看板ジョッキーとして今後の記録更新に期待している」と、藤本がばんえいの「看板騎手」となった事を喜んだ。

## 騎手経歴
- 1983年4月29日： 旭川競馬場の第3レースにて、ヨオテイトップに騎乗して騎手デビューを果たす[2][13]。同日のメイン競走でキタノウルフに騎乗して勝利、これが藤本の初勝利となる[1]。
- 1992年12月23日： 第25回農林水産大臣賞典（現ばんえい記念）を、テンショウリで制覇[10]。
- 1994年9月10日： 通算勝利数1,000勝を岩見沢競馬場の第5レースにて達成。騎乗馬はフットシャープ[14]。ばんえい競馬史上8人目の達成であり、初騎乗から12年目の達成はばんえい競馬史上の最速記録となる[14]。
- 1999年5月10日： 通算1,500勝を北見競馬場の第6レースにて達成。騎乗馬はハギノシンゲキ。ばんえい競馬史上6人目であり現役で4人目の達成となる[15]。
- 2002年2月17日： 第34回ばんえい記念を、サカノタイソンで制覇[10]。
- 2003年2月25日： 通算勝利数2,000勝を帯広競馬場の第3レースにて達成[16][17]。騎乗馬はクシロミノル。ばんえい史上では4人目の達成、現役2人目の達成となる。デビューから19年10カ月での記録達成はばんえい競馬史上の最速記録となる[16][17]。

- 2006年12月24日： 通算勝利数2,500勝を帯広競馬場の第11レースである「第35回ばんえいダービー」の勝利で達成[18]。騎乗馬はナカゼンスピード。2,500勝達成は金山明彦・坂本東一に次いで史上3人目となり、現役では2人目の達成。デビュー以来通算1万9,672戦目の達成となる[18]。
- 2008年： ばんえい競馬の調教師と騎手で構成される組織「調騎会」の騎手部会会長へ選出される[5]。
- 2010年7月3日： 金山明彦に続く、ばんえい競馬史上2人目となる通算3,000勝へ到達[10]。
- 2010年12月21日： 第43回日本プロスポーツ大賞功労賞を受賞[19][20]。受賞理由は、1983年のデビュー以来27年以上に及ぶキャリアの中で着実に勝利を重ね、ばんえい史上2人目の通算3,000勝の達成及び、「ばんえい記念」を含む重賞レースで通算45勝を達成した事によるもので、ばんえい競馬関係者による受賞は坂本東一に次いで2人目となる[20]。
- 2011年2月3日： NARグランプリ2010特別賞を受賞。受賞理由は2010年に通算3,000勝を達成した事によるもの[21]。
- 2012年9月3日： ばんえい競馬史上初となる、通算勝利数3,300勝を達成[3]。騎乗馬はグランドペガサス[3]。このときの通算騎乗回数は、ばんえい競馬史上最多である25,339戦目となる[10]。
- 2014年1月1日： ばんえい競馬史上初となる、通算勝利数3,500勝を達成[22]。
- 2017年8月26日：ばんえい競馬史上初となる、通算勝利数4,000勝を達成[4]。